# Quo Vadis, Aida?
Quo Vadis, Aida? (auch: 11th of July) ist ein Spielfilm aus dem Jahr 2020 von Jasmila Žbanić. Das Kriegsdrama behandelt den Völkermord von Srebrenica als Thema. An der internationalen Koproduktion waren Produktionsgesellschaften aus den acht Ländern Bosnien-Herzegowina, Deutschland, Frankreich, Österreich, Polen, Rumänien, den Niederlanden und Norwegen beteiligt.
Bei seiner Veröffentlichung erhielt das Werk Lob seitens der Fachkritik sowie zahlreiche internationale Auszeichnungen, darunter drei Europäische Filmpreise und eine Oscar-Nominierung. Auf dem Sarajevo Film Festival 2024 kündigte Jasmila Žbanić eine Fortsetzung des Filmes an.

## Handlung
Aida ist im Juli 1995 in der seit drei Jahren belagerten Kleinstadt Srebrenica als Übersetzerin für die Vereinten Nationen tätig. Nach dem Einmarsch durch die bosnisch-serbische Armee gehört ihre Familie zu den Zehntausenden Bürgern, die versuchen, in der örtlichen UN-Basis Schutz zu finden. Im Zuge der Verhandlungen muss Aida Informationen mit fatalen Auswirkungen übersetzen.
Die Geflüchteten, die es ins Innere der Basis geschafft haben, sind eng zusammengepfercht und verzweifelt. Als die niederländischen UN-Soldaten nach etwa 4000–5000 hineingelassenen Menschen einen Einlassstopp verhängen, bleiben Tausende vor den Zäunen der Basis ausgesperrt, darunter zunächst auch Aidas Familie. Es fehlt an allem. Während Aida gestresst durch die Basis hastet, um ihre Familie zu suchen und dabei immer wieder zum Übersetzen herangezogen wird, fragen sie mehrere Bekannte, was geschehe und was sie tun sollten. Sie antwortet, selbst ratlos zu sein, betont aber mehrfach, dass die Basis sicher sei.
Der niederländische Major Robert Franken versucht derweil, unter den geflüchteten Zivilisten jemanden zu finden, der die Geflüchteten in Verhandlungen mit dem bosnisch-serbischen General Ratko Mladić vertreten soll. Aida schafft es, ihren Mann und ihre beiden um die zwanzig Jahre alten Söhne nachts in die Basis zu bringen, indem sie Major Robert Franken überredet, ihren Mann als einen der drei Verhandlungsführer zu akzeptieren, was dieser widerwillig zulässt, weil sich fast niemand bereiterklärt. Ihre etwa 20 Jahre alten Söhne denken jedoch bald darauf darüber nach, die Basis zu verlassen und sich einer Kolonne anzuschließen, die versucht, durch die Wälder bosnisches Territorium zu erreichen. Aida drängt sie, diesen Plan aufzugeben, da sie in der Basis am sichersten seien. Einer ihrer Söhne zeigt später immer stärkere Stresssymptome.
Am nächsten Tag tritt Mladić im Verhandlungsort, dem Hotel Fontana, wie zuvor schon in den Straßen Srebrenicas, triumphal und herrisch auf. Er setzt sowohl die bosniakischen Vertreter als auch den UN-Oberstleutnant Thomas Karremans unter psychischen Druck, horcht sie aus und diktiert die Bedingungen. Karremans muss der Inszenierung ohnmächtig zusehen, während er versucht, durchzusetzen, dass die angekündigte „Evakuierung“ zumindest von ihm geplant und mit seinen Soldaten beaufsichtigt wird. Seine Anrufe beim UN-Hauptquartier in New York City, in denen er Unterstützung, Anweisungen und Luftschläge gegen die vorrückenden bosnisch-serbischen Stellungen fordert, bleiben unbeantwortet.
Währenddessen versuchen bosnisch-serbische Soldaten, die UN-Basis zu betreten, um vorgeblich nach dort versteckten Soldaten zu suchen. Sie bauen sich vor den überforderten, jungen UN-Wachen am Eingang auf und machen sich über eine Soldatin lustig. Karremans, der sich Mladić Bedingungen ohnmächtig gegenübersieht, befiehlt dem rangniedrigeren Franken per Funk, die Soldaten hereinzulassen, obwohl dieser auf die Schutzzone verweist. Der Anführer der in die Basis gelassenen Soldaten schikaniert die Geflüchteten, darunter auch Aidas Söhne. 
Die Lage wird immer angespannter und es bedarf immer größerer Anstrengungen von Aida, ihre eigene Familie zu schützen. Sie stößt wiederholt auf Widerstand des UN-Personals, das auf die Einhaltung von Regeln pocht und betont, dass alle eine Sonderbehandlung verlangen würden, wenn ihre Familie eine erhielte. Karremans wird am Telefon mit seinen Vorgesetzten zunehmend ungeduldiger und beginnt zu schreien, als er erfährt, dass die gesamte ihm vorgesetzte Befehlskette im Urlaub ist. Die andere Seite legt daraufhin offenbar auf. Später erklärt er seinen Soldaten, die Strategie sei nun, die Serben nicht zu reizen.
Nach den Verhandlungen ist Aidas Mann im Gespräch mit ihr zuversichtlich, dass Mladić Wort halten würde, da er, wenn er es gewollt hätte, sie schon längst hätte erschießen können. Eine Ökonomin, die ebenfalls Teil der Verhandlungsgruppe war, entgegnet, die Verhandlung sei eine Farce gewesen, und Mladić habe seinen tatsächlichen Plan längst gefasst.
Plötzlich tauchen Mladićs Soldaten vor der Basis auf und beginnen damit – entgegen der vorherigen Abmachungen mit Karremans – Fakten schaffen und die Geflüchteten nach Geschlecht zu selektieren und in Busse zu verfrachten und fortzufahren. Dabei werden die Geflüchteten  rassistisch beleidigt, geschlagen und Familien gewaltsam getrennt. Die UN-Soldaten sehen zu. Karremans protestiert, kann Mladić jedoch nicht hindern. Dieser stellt sich in einen Bus voller Frauen und erklärt, er schenke ihnen das Leben und vergeben ihnen die Schuld am Kriege. Sie werden ins sichere Kladanj gefahren. Wie bereits bei den Verhandlungen im Hotel kommandiert er dabei permanent einen Kameramann, das Geschehen zu filmen.
Nachdem die Menschen vor der Basis deportiert wurden, beginnt die UN mit der Räumung des Inneren. Aida muss den Befehl widerwillig übersetzen. Sie beginnt, Dokumente zu vernichten, aus Angst, sie könnten von den serbischen Soldaten genutzt werden, um Menschen zu identifizieren oder Zivilisten zu Soldaten zu erklären. Darunter sind Familienfotos und ein Buch, in dem ihr Mann jeden Kriegstag handschriftlich dokumentiert hatte.
Eine UN-Soldatin beobachtet derweil erste Erschießungen vor der Basis, die sich schnell herumsprechen und für noch mehr Panik sorgen. Aida versucht immer verzweifelter, ihre Familie zu retten, zunächst indem sie versucht, die Familie auf eine UN-Evakuierungsliste zu bekommen. Karremans schließt sich in einem Raum ein und möchte in Ruhe gelassen werden, während Franken Aida abwehrt und vage Versprechungen macht.
Vor der Basis trifft Aida einen ehemaligen Schüler, der nun bosnisch-serbischer Soldat ist. Er erkundigt sich nach Aidas Söhnen. Sie ist verängstigt und behauptet, sie seien mit den anderen Männern durch den Wald geflohen. Außerdem bittet sie ihn, seine Eltern zu grüßen. Als Aida schließlich erkennt, dass ausnahmslos alle Geflüchteten die Basis verlassen müssen und ihre Familie nicht mit dem UN-Personal evakuiert wird, versucht sie immer verzweifelter, ihre Familie auf irgendeine Weise zu schützen. Sie bittet zunächst verschiedene Personen, sie aus der Basis zu schmuggeln. Ein UN-Arzt sagt, seine Verletztentransporte seien nie im Krankenhaus angekommen, und er befürchte das Schlimmste. Danach versucht sie, ihre Familie zwischen zu transportierenden Gütern zu verstecken, und bringt sie schließlich, jeglicher Optionen beraubt, hektisch in eine dunkle Ecke der Basis.
Dennoch wird ihre Familie kurz darauf herausgeführt. Aida fleht Major Franken an, dies zu verhindern. Dieser erklärt, er habe ihren Mann auf die Liste setzen können, da er verhandelt habe; die Söhne könne er jedoch unmöglich auflisten. Die Eltern bitten Franken schließlich, wenigstens einen der beiden Söhne zu retten. Als dies scheitert, geht auch der Vater mit den Söhnen auf einen Laster, mit dem die Serben die Männer zusammengepfercht und in kniender Haltung deportieren. Aida möchte mit ihnen gehen, doch ihr Mann drängt sie, beim UN-Personal zu bleiben, und verspricht, auf die Söhne aufzupassen. Aida versucht schreiend, ihnen zu folgen, während ihr ehemaliger Schüler sie zurückhält.
Ihr Mann und ihre Söhne werden schließlich zusammen mit vielen anderen bosniakischen Männern in einer Turnhalle von den bosnisch-serbischen Soldaten erschossen.
Nach einem Zeitsprung besucht Aida in ihrer früheren Wohnung eine Frau, die dort nach den Vertreibungen eingezogen ist. Aida fragt sie nach Fotos ihrer Familie. Die Frau gibt ihr eine kleine Tasche und sagt, dass sich seit Jahren niemand nach der Wohnung erkundigt habe. Nachdem die Frau ihren Sohn, der bald in die erste Klasse kommt, vorstellt, erklärt Aida, sie könne die Überreste ihrer Kinder und ihres Mannes nicht finden; niemand gebe Informationen zu den Massengräbern preis. Sie bittet die Frau, so schnell wie möglich auszuziehen, woraufhin diese entgegnet, es könne gefährlich für Aida sein, in ihre Wohnung zurückzukehren. Aida erwidert, dass sie nichts mehr zu verlieren habe. Im Treppenhaus erkennt sie auf dem Weg nach draußen jenen Mann, der zuvor als bosnisch-serbischer Kommandeur in der UN-Basis war und ihre Söhne bedrohte. Er lebt mit der Frau und dem Kind in Aidas alter Wohnung.
Nachdem das Paar auszieht, sieht sich Aida in der leeren Wohnung Fotos ihrer Familie aus glücklicheren Tagen an. Sie beginnt, als Lehrerin zu arbeiten, und organisiert eine Aufführung, die auch von dem Paar besucht wird, das in ihrer Wohnung lebte.
Der Film wurde „den Frauen von Srebrenica und ihren 8372 ermordeten Söhnen, Vätern, Ehemännern, Brüdern, Cousins, Nachbarn …“ gewidmet.

## Besetzung und Synchronisation
Die deutschsprachige Synchronisation übernahm die TV+Synchron. Dialogregie führte Marieke Oeffinger, das Dialogbuch schrieb Laura Johae.
| Rolle              | Darsteller                   | Synchronsprecher  |
| ------------------ | ---------------------------- | ----------------- |
| Aida               | Jasna Đuričić                | Sabine Falkenberg |
| Beli               | Jovan Zivanovic              | Roman Wolko       |
| Camila             | Jelena Kordić Kuret          | Diana Borgwardt   |
| Col. Dr. Robben    | Reinout Bussemaker           | Thomas Schmuckert |
| Hamdija Selmanagic | Boris Ler                    | Jeremias Koschorz |
| Idriz              | Dražen Pavlović              | Marco Eßer        |
| Joka               | Emir Hadžihafizbegović       | Rainer Doering    |
| Lalovic            | Ermin Sijamija               | Peter Sura        |
| Munira             | Emina Minka Muftić           | Velia Krause      |
| Nihad Selmanagic   | Izudin Bajrović              | Sven Gerhardt     |
| Pale               | Saša Oručević                | Sven Fechner      |
| Pirocanac          | Mario Knezovic               | Stefan Bräuler    |
| Ramiz              |                              | Jaron Löwenberg   |
| Ratko Mladić       | Boris Isaković               | Dieter Memel      |
| Sabaheta           | Sanela Krsmanović-Bistrivoda | Almut Zydra       |
| Sejo               | Dino Bajrović                | Michael Ernst     |
| Tarik              | Alban Ukaj                   | Florian Hoffmann  |
| Vesna              | Edita Malovčić               | Edita Malovčić    |

## Produktion und Hintergrund
Die Dreharbeiten fanden vom 15. Mai bis zum 11. Juli 2019 statt, gedreht wurde in Bosnien und Herzegowina.
Produziert wurde der Film von Deblokada (Bosnien und Herzegowina, Damir Ibrahimović und Jasmila Žbanić), Digital Cube (Rumänien, Cristian Nicolescu), Extreme Emotions (Polen, Ewa Puszczyńska), Indie Prod. (Frankreich, Nicolas Eschbach, Margot Juvénal und Simon Gabriele), N279 Entertainment (Niederlande, Els Vandevorst), Razor Film Produktion GmbH (Deutschland, Roman Paul und Gerhard Meixner), der österreichischen coop99 (Bruno Wagner, Barbara Albert und Antonin Svoboda) und der norwegischen Tordenfilm (Ingunn Sundelin und Eric Vogel). Unterstützt wurde die Produktion vom Filmfonds Wien und dem Land Niederösterreich, beteiligt war der Österreichische Rundfunk, Türkiye Radyo ve Televizyon Kurumu (TRT), BHRT, das ZDF und Arte.
Für das Kostümbild zeichnete Malgorzata Gosia Karpiuk verantwortlich, für das Szenenbild Hannes Salat, für Ton und Sounddesign Simone Galavazi und Igor Camo und für die Maske Michaela Payer. Die Schauspielerin Sabine Falkenberg synchronisiert in der deutschen Fassung die Hauptrolle der Aida.
Der Film erzählt die Tage vor dem Massaker von Srebrenica nach. Das Drehbuch beruht lose auf dem Buch Unter der Flagge der Vereinten Nationen. Die Staatengemeinschaft und der Völkermord von Srebrenica von Hasan Nuhanović, der als Übersetzer in der UN-Schutzzone gearbeitet hatte.
Im Film wird gezeigt wie sich Ratko Mladić filmen lässt. Diese realen Aufnahmen wurden in dem Film teilweise nachgestellt.
In der offiziellen Presseerklärung zu Quo Vadis, Aida? im Katalog der Filmfestspiele von Venedig fasste Žbanić ihren Film wie folgt zusammen: „Dieser Film handelt von einer Frau, die im Kriegsspiel der Männer gefangen ist. Es geht um Mut, Liebe und Belastbarkeit – und auch darum, was passiert, wenn wir nicht rechtzeitig auf Warnzeichen reagieren […]“.

## Veröffentlichung
Die Premiere erfolgte am 3. September 2020 im Rahmen der 77. Internationalen Filmfestspiele von Venedig, wo der Film in den Wettbewerb um den Goldenen Löwen eingeladen wurde.
Beim Filmfest Hamburg wurde der Film Anfang Oktober 2020 in der Sektion Kaleidoskop gezeigt. Die Österreich-Premiere erfolgte auf der Viennale 2020.
Der österreichische Kinostart war ursprünglich für den 19. Februar 2021 vorgesehen und wurde aufgrund der COVID-19-Pandemie auf den 25. Juni 2021 verschoben. In Deutschland kam der Film am 5. August 2021 in die Kinos.
Im Dezember 2021 wurde der Film im Kulturzentrum in Novi Pazar das erste Mal in Serbien gezeigt. Im ORF wurde der Film am 3. Juli 2022 erstmals ausgestrahlt. Im Oktober 2022 wurde der Film im Rahmen der Edition österreichischer Film von Hoanzl und dem Standard auf DVD veröffentlicht. Auf Arte wurde der Film Ende Juli 2023 erstmals gezeigt.

## Rezeption
Matthias Greuling schrieb in der Wiener Zeitung, dass der Unterschied zwischen diesem Film und vielen anderen Kriegsfilmen der Blickwinkel auf die Ereignisse sei. Nicht die meistens von Männern inszenierten Schlachten seien hier zentral, sondern der Blick zweier Frauen auf die Gemeinheit des Krieges. Dieser Blickwinkel führe zu einer differenzierteren Betrachtung von Gewalt und Gegengewalt, von männlicher Kriegsfantasie, von den Mechanismen des Völkermordes und der Grausamkeit.
Martin Thomson befand in der österreichischen Tageszeitung Die Presse, dass Jasmila Žbanićs Drama meisterlich an große Gedenkfilme wie Schindlers Liste anschließe. Obwohl Žbanić aus Pietät keine Sterbenden zeige, schmerze es, dem bekannten Verfahren der Selektion und Deportation beim perfekten Funktionieren zuzusehen. Schockiert sei man auch, weil man weiß, dass der Passionsweg für die Betroffenen in namenlosen Massengräbern enden wird.
Stefan Grissemann meinte im Nachrichtenmagazin profil, dass der Film keine zentnerschwere Geschichtslektion, sondern ein dynamisches Trauerspiel sei. Jasmila Žbanić gelinge der Balanceakt, aus einer realen Tragödie einen Thriller zu machen, der einen, auch der großartigen Hauptdarstellerin Jasna Đuričić wegen, mit sich reiße, dabei aber die Bitterkeit der Geschehnisse nicht abmildere.
Elisabeth von Thadden schrieb in der Wochenzeitung Die Zeit, dass die ersten Bilder des Films nahelegen, dass hier die kantische universalistische Frage verhandelt wird, ob die eigenen Nächsten einem moralisch näher sein dürfen als ein jeder Mensch des Menschengeschlechts. Immer wieder werde es beim Zuschauen schwer, hinzusehen, auch wenn die Regisseurin weitgehend auf die Darstellung der Gräuel verzichte. Der Film fälle kein moralisches Urteil über die Handelnden, zeige aber, wie Kriegsverbrechen sich in die Mimik einbrennen.
Marius Ochs vergab auf filmpluskritik.com 89 von 100 Punkten und bezeichnete den Film als Meisterwerk, das im Gedächtnis bleibe. Ohne moralisch oder anklagend zu werden werfe der Film Fragen auf, deren Beantwortung kaum möglich sei. Die Unabwendbarkeit und der Schrecken der Ereignisse brenne sich beim Zuschauen tief ein, das ungute Gefühl verschwinde zu keinem Zeitpunkt. Jasmila Žbanić mache die unaussprechliche Katastrophe intim erlebbar.
Lina Muzur meinte in der Frankfurter Allgemeinen Zeitung, dass die aufklärerische Bedeutung des Films enorm sei, auch wenn dessen Symbolik vielleicht etwas zu aufdringlich, dessen Vermittlungswille vielleicht etwas zu offensichtlich sein mag.
Nadine Lange befand auf Tagesspiegel.de, dass Aidas Kampf, ihre Verzweiflung, ihre Hilf- und Machtlosigkeit spiegle, was zehntausende muslimische Bosnier in jenen heißen Juli-Tagen durchmachten. Der Film setze ihnen und den Toten ein filmisches Denkmal.

## Auszeichnungen und Nominierungen

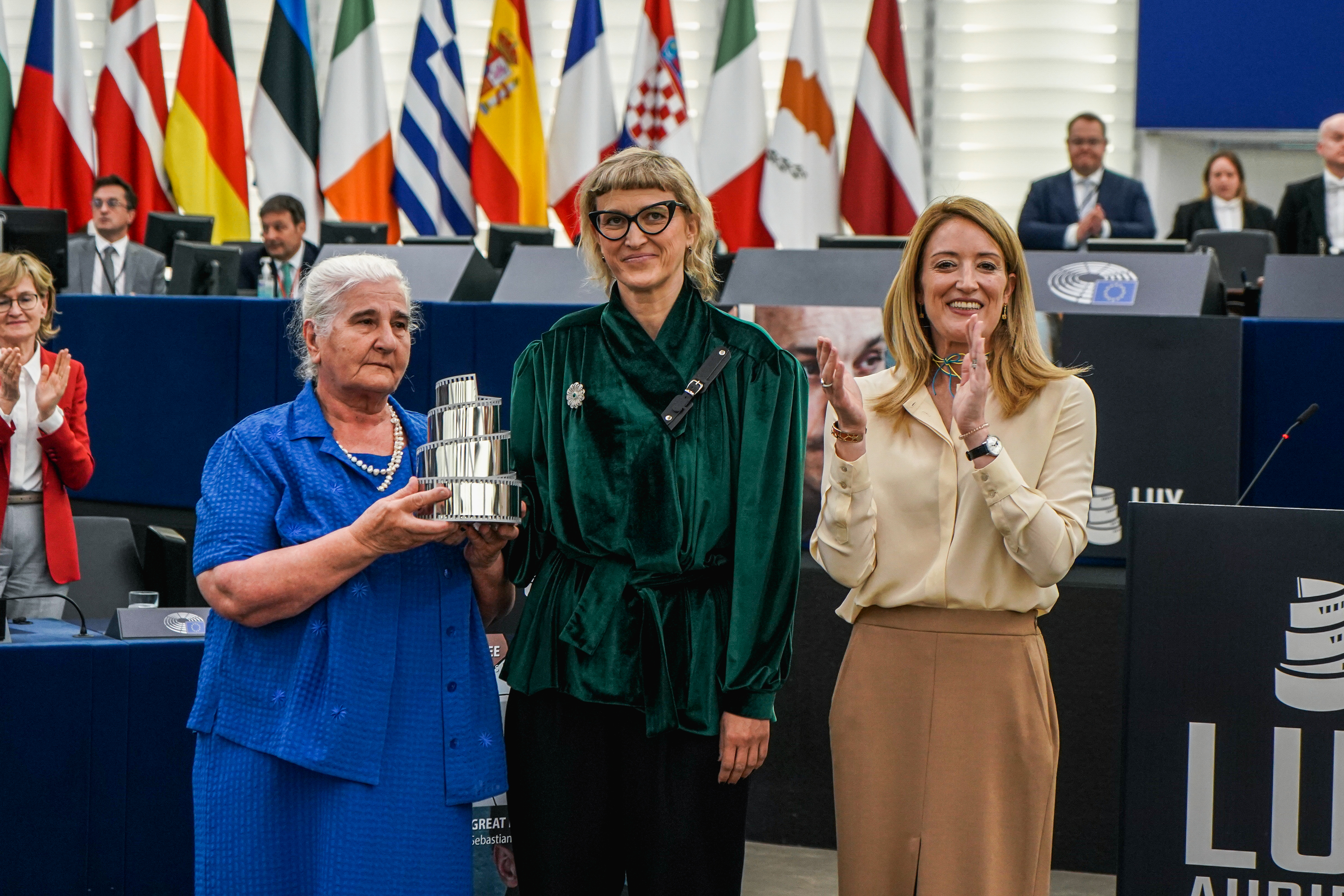
Jasmila Žbanić (Mitte) mit Munira Subašić (links) und Roberta Metsola (rechts) bei der Verleihung des LUX-Filmpreises 2022

Quo Vadis, Aida wurde 2020/21 für über 40 internationale Film- bzw. Festivalpreise nominiert, von denen das Werk etwas mehr als die Hälfte gewinnen konnte.
Internationale Filmfestspiele von Venedig 2020
- Nominierung für den Goldenen Löwen (Jasmila Žbanić)[5]
- Brian Award | UAAR (Unione degli Atei e degli Agnostici Razionalisti)[31]
- SIGNIS Award | SIGNIS International (World Catholic Association for Communication)
- Premio UNIMED | UNIMED (Unione delle Università del Mediterraneo)

Antalya Golden Orange Film Festival 2020
- Gewinner des Internationalen Spielfilmwettbewerbs[32]

British Academy Film Awards 2021
- Nominierung als Bester nicht-englischsprachiger Film
- Nominierung für die Beste Regie (Jasmila Žbanić)[33]

El Gouna Filmfestival 2020
- Auszeichnung mit dem Goldenen Stern für den besten Spielfilm[34]

Independent Spirit Awards 2021
- Auszeichnung als Bester internationaler Film[35]

LuxFilmFest 2021
- Auszeichnung mit dem Grand-Prix[36]

International Film Festival Rotterdam 2021
- Auszeichnung mit dem Publikumspreis[36]

Oscarverleihung 2021
- Nominierung als Bester internationaler Film

Sofia International Film Festival 2021
- Auszeichnung als Bester Balkan-Film[37]

Österreichischer Filmpreis 2021
- Auszeichnung in der Kategorie Beste weibliche Nebenrolle (Edita Malovčić)[38][39][40][41]
- Auszeichnung in der Kategorie Beste Kamera (Christine A. Maier)
- Nominierung in der Kategorie Beste Maske (Michaela Payer und Regina Breitfellner)
- Auszeichnung in der Kategorie Bestes Szenenbild (Hannes Salat)

Romyverleihung 2021
- Nominierung in der Kategorie Bestes Buch Kino (Jasmila Žbanić)[42]
- Auszeichnung in der Kategorie Beste Produktion (Jasmila Žbanić, coop99, Deblokada, Digital Cube, Extreme Emotions, Indie Prod., N279 Entertainment, Razor Film Produktion GmbH)[43]
- Nominierung in der Kategorie Beste Regie Kino (Jasmila Žbanić)
- Nominierung in der Kategorie Beste Kamera Kino (Christine A. Maier)
- Auszeichnung mit dem Preis der Jury Kino[43]

Deutscher Kamerapreis 2021
- Auszeichnung in der Kategorie Beste Kamera / Spielfilm (Christine A. Maier)[44]

Internationales Frauenfilmfestival Dortmund/Köln 2021
- Auszeichnung mit dem Hauptpreis[45]

Europäischer Filmpreis 2021
- Nominierung für den European University Film Award (EUFA)[46]
- Auszeichnung in der Kategorie Bester Film[47][48]
- Auszeichnung in der Kategorie Beste Regie (Jasmila Žbanić)[49]
- Auszeichnung in der Kategorie Beste Darstellerin (Jasna Đuričić)[49]
- Nominierung in der Kategorie Bestes Drehbuch (Jasmila Žbanić)[49]

LUX-Filmpreis 2022
- Auszeichnung (Jasmila Žbanić)[50][51]

Polnischer Filmpreis 2022
- Auszeichnung in der Kategorie Bester Film (Jasmila Žbanić)[52][53]
- Auszeichnung in der Kategorie Beste Regie (Jasmila Žbanić)
- Auszeichnung in der Kategorie Bestes Drehbuch (Jasmila Žbanić)
- Auszeichnung in der Kategorie Bester Schnitt (Jarosław Kamiński)

Chlotrudis Awards 2022
- Nominierung in der Kategorie Beste Hauptdarstellerin (Jasna Đuričić)

Darüber hinaus gelangte der Film auch in die Vorauswahl für die Golden Globe Awards 2021 (Bester fremdsprachiger Film).